# منتخب سينت مارتن لكرة القدم للسيدات
منتخب سينت مارتن لكرة القدم للسيدات هو ممثل سينت مارتن الرسمي في المنافسات الدولية في كرة القدم للسيدات
.